# Harold Charles Schonberg
Harold Charles Schonberg (*29 de noviembre de 1915, Nueva York-† 26 de julio de 2003, Nueva York) fue un crítico musical estadounidense, destacado en el The New York Times. Fue el primero en ganar el Premio Pulitzer por criticismo (1971). Escribió y publicó trece libros sobre el tema.
Trabajó en The New York Times desde 1950 hasta 1980, al retirarse fue el corresponsal cultural del Times. Fue un crítico acérrimo de Leonard Bernstein. Aficionado al ajedrez cubrió el certamen entre Boris Spassky y Bobby Fischer en Reikiavik en 1972. En 1987, se anunció que colaboraba con Vladimir Horowitz en la preparación de sus memorias. 